# Northzone
Northzone Ventures är ett europeiskt riskkapitalbolag. Sedan starten 1996 har man investerat i ett 100-tal företag i Europa och USA. Deras senaste fond, Northzone VII, skapades i december 2014 och uppgår till 325 miljoner dollar från ledande europeiska institutionella investerare. Northzone är en aktiv investerare i såväl tidiga investeringsskeden som i bolag som söker tillväxtfinansiering.   
Northzone har kontor i London, Stockholm, New York, Oslo och Köpenhamn.    

## Företag finansierade av Northzone
Northzone har investerat in över 100 bolag sedan 1996. Detta är några exempel på bolag i vilka Northzone investerat:
- Spotify
- Trustpilot
- Outfittery
- Space Ape Games
- Klarna
- iZettle
- MarketInvoice
- SpaceApe
- Stepstone (OSE: STP)
- Universal Avenue